# Club Metropolitan
Metropolitan —denominat anys enrere Club Metropolitan— és una cadena de gimnasos. Actualment compta amb el total de 23 centres. D'aquests centres, 22 pertanyen a l'estat espanyol i el darrer, a la ciutat de Niça (França). Alguns d'ells equipats també amb SPA i piscina olímpica per a la pràctica esportiva. Aquest primer bloc de 22 gimnasos es reparteixen al territori de l'estat espanyol de la manera següent: 7 a les principals ciutats de la província de Barcelona (5 a la ciutat de Barcelona, un a Badalona i un a l'Hospitalet de Llobregat, 4 a la ciutat de Madrid, 2 a Bilbao, 2 a Saragossa, i un a cadascuna de les següents ciutats: Sevilla, Gijón, Vigo, La Corunya, Múrcia, Santander i Torrelavega.
Amb uns 30 anys d'experiència, Metropolitan és una cadena de gimnasos que es presenta, al seu web, com a referent per la seva capacitat d'innovació i l'alt nivell del seu equip de professionals.
El disseny de gimnasos de Metropolitan ha estat a càrrec d'arquitectes com Richard Rogers, Isozaki, Esteban Becerril, Alonso i Balaguer i Joaquín Torres.